# Närsen, Vansbro kommun
Närsen är en by invid sjön med samma namn 15 km söder om Nås i Vansbro kommun, Dalarna.
Närsen är den största byn, ca 30 bofasta (2002), i Nås finnmark. Den är belägen utefter vägen mellan Lindesnäs och Laxtjärn. Närsen är känd bl.a. för sin storslagna utsikt över finnmarksnaturen. Här firas en "Finnmarksträff" i slutet av juli varje år.